# Chika Sakamoto
Chika Sakamoto (坂本千夏) (Tóquio, 17 de agosto de 1959) é uma dubladora japonesa.
Deu voz a vários personagens de filmes e animações famosos, como: Tonari no Totoro, Digimon, Demashita! Powerpuff Girls Z, Jungle Taitei, Sailor Moon, Pokémon, ¡Mucha Lucha!, Rugrats, Shaman King.